# براهیم بن داود
براهیم بن داود (انگلیسی: Brahim Ben Daoud؛ زادهٔ ۷ مهٔ ۱۹۹۴) بازیکن فوتبال اهل فرانسه است.